# Жером Брізар
Жером Брізар (фр. Jérôme Brisard, нар. 24 березня 1986) — французький футбольний арбітр, який обслуговує матчі Ліги 1. Арбітр ФІФА з 2018 року

## Суддівська кар'єра
У 2015 році Брізар почав судити матчі у Лізі 2, перш ніж був підвищений до Ліги 1 у другій половині сезону 2016/17. Він дебютував як головний арбітр у вищому дивізіоні 14 січня 2017 року у грі між «Монпельє» та «Діжоном».
У 2018 році його внесли до списку суддів ФІФА. 17 лютого 2018 року він провів матч у швейцарській Суперлізі 2017/18 між «Базелем» та «Санкт-Галленом», а вже 12 липня 2018 року дебютував на міжнародному рівні у зустрічі між албанським «Партизані» та словенським «Марибором» у першому кваліфікаційному раунді Ліги Європи УЄФА 2018/19. Перший матч національних збірних відсудив 15 листопада 2018 року у товариській зустрічі між Ізраїлем та Гватемалою.
31 липня 2020 року Брізар судив фінал Кубка французької ліги 2020 року між «Парі Сен-Жерменом» і «Ліоном».
21 квітня 2021 року Брізар був обраний одним з відеоасистентів арбітра на Євро-2020, який відбувся по всій Європі в червні та липні 2021 року.